# Johan Kulhan
Johan Kulhan (Amsterdam, 7 januari 1992) is een voormalig Nederlands profvoetballer en amateurvoetballer.